# Wancourt
Wancourt ist eine französische Gemeinde mit 630 Einwohnern (Stand 1. Januar 2022) im Département Pas-de-Calais in der Region Hauts-de-France. Sie gehört zum Arrondissement Arras und zum Kanton Arras-3.
Nachbargemeinden von Wancourt sind Feuchy im Norden, Monchy-le-Preux im Nordosten, Guémappe im Osten, Héninel im Südosten, Saint-Martin-sur-Cojeul im Süden, Neuville-Vitasse im Südwesten und Tilloy-lès-Mofflaines im Nordwesten. Das Gemeindegebiet wird im Südosten vom Fluss Cojeul durchquert.

## Bevölkerungsentwicklung
| Jahr      | 1962 | 1968 | 1975 | 1982 | 1990 | 1999 | 2007 |
| Einwohner | 383  | 399  | 420  | 431  | 547  | 587  | 598  |

## Sehenswürdigkeiten
- Kirche Saint-Vaast mit einer Glocke aus dem Jahr 1285

## Persönlichkeiten
- Miron Zlatin (1904–1944), Direktor des Kinderheims von Izieu im Département Ain, und seine Ehefrau Sabine Zlatin (1907–1996), Widerstandskämpferin und Malerin; das Ehepaar besaß ab 1929 eine Geflügelfarm in Wancourt (siehe auch Kinder von Izieu)